# Baby AT

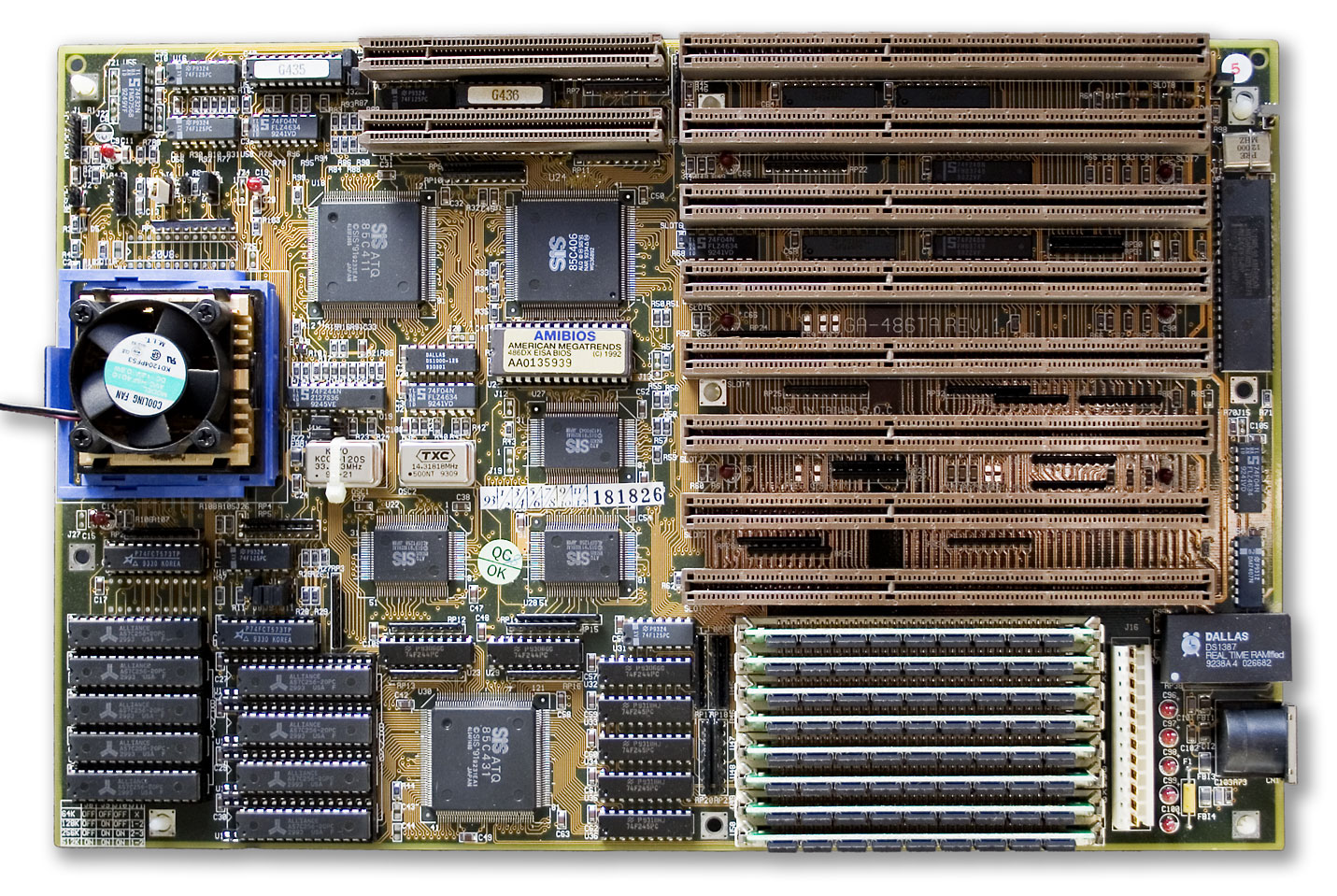
Carte mère Gigabyte GA-486TA au format Baby AT.

Le format Baby AT (en anglais Baby Advanced Technology) est un facteur de forme de carte mère. L'origine exacte de ce terme est assez floue, ce format est néanmoins relié à l'IBM XT 286 (5162) sorti en 1986 qui implémente tous les composants d'un IBM AT sur une carte mère au format XT qui est plus petite (d'où le nom Baby AT) ; la carte mère XT 
ayant exactement la même taille que les cartes mères Baby AT les plus grandes . Ce format fut très populaire chez les fabricants de clones, notamment du fait de sa petite taille et de sa rétrocompatibilité avec les anciens boîtiers XT, à partir de la fin des années 80 jusqu'à sa disparition vers la fin des années 90, au profit de l'ATX et du micro ATX.

## Dimensions
Une carte mère Baby AT a comme dimensions : 13 pouces × 8,5 pouces (33 cm × 21,5 cm).
Si la hauteur reste fixe, la largeur, elle peut varier énormément selon le modèle de carte mère, permettant au fabricant de faire plus d'économies sur la fabrication

## Connectique
Les premiers modèles de cartes mères Baby AT possédaient la même connectique que leurs ancêtres XT et AT, à savoir une unique prise DIN 5 broches pour le clavier et le même connecteur d'alimentation que ces deux derniers.
En revanche avec l'évolution et la maturation de l'informatique, ainsi que la miniaturisation des composants, d'autres fonctionnalités (comme connecteur pour une souris PS/2, des ports série, des ports IDE ...) qui devaient autrefois être rajoutées par des cartes filles ont fait leur apparition directement intégrées sur ces cartes mères. Comme les boîtiers n'étaient pas conçus pour les nouveaux connecteurs externes, il fallait les rajouter par le biais d'équerres à visser à l'emplacement où se trouvent normalement des cartes d'extension et qui se branchaient sur des connecteurs sur la carte mère.
Bien que fonctionnelle, cette méthode était peu pratique et elle a contribué peu à peu à la disparition du format.
Après l'apparition de la norme ATX, certaines cartes ont commencé à proposer en plus du connecteur d'alimentation habituel, le connecteur d'alimentation ATX. Cette évolution permit notamment d'utiliser une ancienne carte mère Baby AT dotée de ce connecteur dans un boîtier ATX standard, ainsi que de permettre de profiter de l'APM et de l'ACPI.